# Common Voice
Common Voice — краудсорсинговый проект, запущенный Mozilla для создания бесплатной базы данных для программного обеспечения распознавания речи. Проект поддерживается волонтерами, которые записывают образцы предложений с помощью микрофона и прослушивают записи других пользователей. Транскрибированные предложения будут собраны в базу данных голосов, доступную под лицензией CC0, являющейся общественным достоянием. Эта лицензия гарантирует, что разработчики могут использовать эту базу данных для голосовых приложений без ограничений и затрат.
Common Voice появился как ответ голосовым помощникам крупных компаний, таких как Amazon Alexa, Siri или Google Assistant.

## Голосовая база данных
База данных English Common Voice является второй по величине свободно доступной голосовой базой данных после LibriSpeech. К моменту публикации первых данных 29 ноября 2017 года, более 20 000 пользователей по всему миру записали 400 000 подтвержденных предложений, общей продолжительностью 500 часов.
В феврале 2019 года была выпущена первая партия языков. В неё вошли 18 языков: английский, французский, немецкий и севернокитайский, но также и менее распространенные языки, такие как валлийский и кабильский. В общей сложности она включала почти 1400 часов записанных голосовых данных от более чем 42 000 авторов.